# Divisione di Bareilly
La divisione di Bareilly è una divisione dello stato federato indiano dell'Uttar Pradesh, di 10 861 192 abitanti. Il suo capoluogo è Bareilly.
La divisione di Bareilly comprende i distretti di Bareilly, Budaun, Pilibhit e Shahjahanpur.